# 신길역 (폐역)
신길역(新吉驛)은 경기도 안산시 단원구 신길동에 위치했던 수인선의 역이었다. 수인선 개통과 동시에 개업해 여객영업을 하다가 알려지지 않은 시기에 폐지되었다. 이후 같은 자리에 신길온천역이 개업하여 사실상 이 역의 기능을 대체하고 있다. 온천역으로 이관 되었다.

## 역사
- 1937년 8월 5일: 수인선 개업과 함께 정류장 등급으로 영업 개시[1]
- 일자 불명: 폐지[2]